# Vickers Vixen
El Vickers Vixen fue un biplano británico de uso general de la década de 1920. Diseñado y desarrollado por Vickers en varias variantes, con 18 Vixen Mark V vendidos a Chile. Se construyó un prototipo de una versión con alas de metal denominada Vickers Vivid. El Vixen también formó la base de los aviones Venture y Valparaiso, estrechamente relacionados, que también se construyeron y vendieron en pequeñas cantidades en la década de 1920.

## Diseño y desarrollo

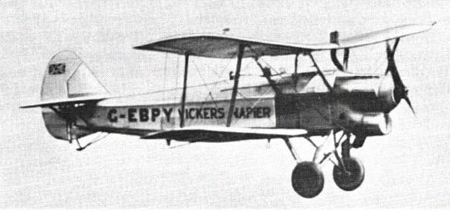
Vickers Vivid.

En 1922, Vickers diseñó un biplano biplaza con financiación privada como posible reemplazo del Airco DH.9A y del Bristol F.2 Fighter. Basado en la experiencia del fallido avión de caza y reconocimiento F.B.14 en tiempos de guerra, el Vixen era un biplano de un solo vano con fuselaje de tubo de acero y alas de madera, propulsado por un motor Napier Lion de 340 kW (450 hp). El primer prototipo, el Type 71 Vixen I, con matrícula civil G-EBEC, voló en febrero de 1923. Fue probado en Martlesham Heath y mostró un buen rendimiento, lo que motivó su modificación como bombardero diurno en el Type 87 Vixen II, que fue equipado con un radiador ventral entre las patas del tren de aterrizaje que reemplazaba al radiador tipo automóvil del Vixen I, volando por primera vez en esta forma el 13 de agosto de 1923. Los Vixen I y II formaron la base del avión de cooperación con el ejército Venture para la Real Fuerza Aérea y el Valparaiso de exportación.
La siguiente versión del Vixen fue el Type 91 Vixen III, que voló por primera vez en abril de 1924 y que estaba equipado con alas más grandes (con una envergadura de 13,4 m en lugar de los 10,5 m de los aviones anteriores) para aumentar el rendimiento en altitud, y volvía a un radiador montado en el morro. El Vixen III fue probado con trenes de aterrizaje de ruedas y de flotadores, y luego fue reconvertido nuevamente en avión terrestre, y utilizado en carreras aéreas, compitiendo en las Carreras de la Copa del Rey de 1925, 1926 y 1927. El Vixen III formó la base del Type 116 Vixen V, equipado con un motor Lion V de alta compresión y una cola modificada, de los que 18 ejemplares fueron comprados por Chile.
El prototipo del Vixen II fue modificado para utilizar el motor Rolls-Royce Condor más potente a finales de 1924 como Type 105 Vixen IV, que estaba destinado a ser utilizado como caza nocturno. Si bien mostró un rendimiento mejorado sobre las versiones con motor Lion, no tuvo éxito y fue modificado con las alas agrandadas del Vixen III como un avión de propósitos generales (Type 124 Vixen VI) para su evaluación como una empresa privada para cubrir los requisitos de la Especificación 26/27 del Ministerio del Aire, compitiendo contra el Bristol Beaver, el Fairey Ferret, el De Havilland Hound, el Gloster Goral, el Westland Wapiti y el propio Valiant de Vickers. El Vixen fue rechazado debido a que el motor Condor era demasiado pesado y potente para la tarea.
Cuando se dieron cuenta de los problemas que presentaban las alas de madera del Vixen V en Chile, se decidió producir una versión con alas metálicas. Inicialmente se denominó Vixen VII, pero pronto pasó a llamarse Vickers Vivid. El prototipo del Vixen III fue reconstruido con alas de metal para convertirse en el Type 130 Vivid, volando por primera vez en esta forma el 27 de junio de 1927, propulsado por un motor Lion VA, y luego remotorizado con un Lion XI de 400 kW (540 hp) como Type 146 Vivid. El Vivid fue evaluado por Rumania, pero no hubo pedidos y el prototipo se vendió a un particular en 1931, resultando destruido en un incendio en Chelmsford en 1932.

## Historia operacional
El Servicio de Aviación Militar de Chile realizó un pedido inicial de doce Vixen V en mayo de 1925, que se aumentó a 18 ejemplares en julio. Aunque propenso a tener problemas con el motor debido a las dificultades con el combustible especial (2⁄3 de gasolina a 1⁄3 de benzol) requerido para el motor Lion V de alta compresión, y que requería de frecuentes cambios de los tirantes debido al uso de alas de madera en las altas temperaturas del norte de Chile, los Vixen V, operados por el Grupo Mixto de Aviación N.° 3, fueron populares en el servicio chileno, siendo utilizados para realizar vuelos de larga distancia de varios cientos de millas y continuando en servicio durante varios años. Los Vixen supervivientes fueron transferidos a la Fuerza Aérea de Chile cuando esta se formó a partir de los servicios de aviación del Ejército y de la Armada de Chile en marzo de 1930. Dos Vixen participaron en un bombardeo contra buques amotinados de la Armada de Chile (incluido el acorazado Almirante Latorre) durante el motín de los marineros de septiembre de 1931. En 1932 se ensambló un Vixen adicional a partir de piezas de repuesto en la Maestranza Central de Aviación en El Bosque. Este avión poseía una cabina cerrada y se utilizó para realizar misiones de reconocimiento fotográfico, reemplazando a un Junkers W 34. Los últimos Vixen fueron retirados por Chile en 1936.
Tras el rechazo de la Real Fuerza Aérea, el Vixen VI, pilotado por el piloto de pruebas Joseph Summers y el coronel Charles Russell del Cuerpo Aéreo Irlandés, transportó el primer correo aéreo irlandés, entre Galway y Londres.

## Variantes

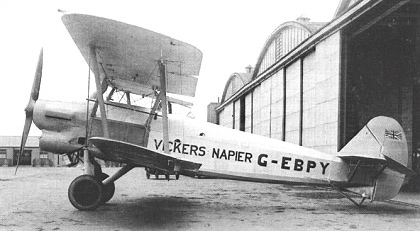
Vickers Vivid.

Type 71 Vixen I
Prototipo de avión de caza y reconocimiento. Propulsado por un motor Napier Lion de 340 kW (450 hp).
Type 87 Vixen II
Conversión del prototipo Vixen I como bombardero ligero.
Type 91 Vixen III
Versión con alas más grandes para un mejor rendimiento a gran altitud. Uno construido.
Type 105 Vixen IV
Modificación posterior del Vixen II con motor Rolls-Royce Condor III de 490 kW (650 hp) para uso como caza nocturno.
Type 106 Vixen III
Modificación del Type 91 para participar en la King's Cup Air Race de 1925.
Type 116 Vixen V
Avión de propósitos generales para Chile, propulsado por motor Lion V de alta compresión. 18 construidos.
Type 124 Vixen VI
Modificación del Vixen IV como avión de propósitos generales. Propulsado por un motor Rolls-Royce Condor IIIA. Sin producción.
Type 130 Vivid
Modificación del prototipo del Vixen III con alas metálicas y propulsado por un motor Lion VA.
Type 142 Vivid
Prototipo del Type 130 rediseñado con motor Lion XI. Sin producción.
Type 148 Vixen III
Modificación monoplaza del Type 106 Vixen III para carreras aéreas. Terminó segundo en la carrera de la Copa del Rey de 1926 y tercero en 1927.

## Operadores
Chile
- Fuerza Aérea de Chile

## Especificaciones (Vixen V)
Referencia datos: Vickers Aircraft Since 1908 

### Características generales
- Tripulación: Dos
- Longitud: 8,8 m (29 ft)
- Envergadura: 13,4 m (44 ft) (superior); 11,73 m (inferior)
- Altura: 3,7 m (12 ft)
- Superficie alar: 55 m² (592 ft²)
- Peso vacío: 1506 kg (3319,2 lb)
- Peso cargado: 2304 kg (5078 lb)
- Planta motriz: 1× motor lineal de 12 cilindros en W refrigerado por agua Napier Lion V.
  - Potencia: 370 kW (510 HP; 503 CV)
- Hélices: Bipala de paso fijo

### Rendimiento
- Velocidad máxima operativa (Vno): 183 km/h (114 MPH; 99 kt) a nivel del mar
- Alcance: 1230 km (664 nmi; 764 mi)
- Techo de vuelo: 6100 m (20 013 ft) (techo absoluto)
- Régimen de ascenso: 6,4 m/s (1260 ft/min)
- Tiempo a altitud: 25 min para 4600 m (15 000 pies)

## Aeronaves relacionadas

### Desarrollos relacionados
- Vickers Venture

### Aeronaves similares
- Curtiss Falcon
- Douglas XA-2
- Potez 25
- De Havilland DH.65 Hound
- Fairey IIIF
- Gloster Goral
- Vickers Valiant

### Secuencias de designación
- Secuencia Numérica (interna de Vickers): ← 68 - 69 - 70 - 71 - 72 - 73 - 74 -- 81 - 83-85 - 86 - 87 - 89 - 91 - 92 - 93 - 94 -- 99 - 100 - 103 - 105 - 106 - 108 - 112 - 113 - 115 - 116 - 117 - 118 - 119 -- 121 - 122 - 123 - 124 - 125 - 127 - 128 - 129 - 130 - 131 - 132 - 133 -- 138 - 139 - 141 - 142 - 143 - 145 - 146 - 147 - 148 - 149 - 150 - 151 →